# Ngabobo
Ngabobo ist ein Verwaltungsbezirk (Ward) des Distrikts Meru in der tansanischen Region Arusha.

## Geografie
Ngabobo liegt im Norden von Tansania, etwa 30 Kilometer nordöstlich der Regionshauptstadt Arusha zwischen dem Kilimandscharo im Osten und dem Mount Meru im Südwesten in rund 1300 Meter Seehöhe. Der Bezirk hat eine Fläche von 58 Quadratkilometern. Bei der Volkszählung 2022 lebten hier 4184 Menschen in 983 Haushalten.

## Gliederung
Der Bezirk besteht aus drei Gemeinden (Mtaa) mit neun Orten (Kitongoji):
| Ngabobo - Ngabobo - Oltepes - Tank | Oltepes - Mwinuko - Kilimasimba - Mawasiliano | Tank - Madukani - Tank - Majengo |

## Wirtschaft und Infrastruktur
- Bildung: Die Pamoja Secondary School ist eine weiterführende Schule, die 400 Jugendliche bis zur 4. Stufe ausbildet.[6][7] Ein tansanisch-schweizerisches Architektenbüro und österreichische Architekten haben in Ngabobo eine Montessori-Schule gebaut, die ohne Haustechnik auskommt.[8][9]